# Joan Martínez Quintana
Joan Martínez Quintana (Mataró, 15 de noviembre de 1945) es un exjugador de baloncesto español que fue 34 veces internacional por la selección de baloncesto de España.

## Trayectoria
Este jugador mataronense jugó al baloncesto durante 23 años, uniendo su carrera al del prestigioso entrenador Antoni Serra, desde sus comienzos en el CD Mataró en infantiles, hasta completar siete años en la primera plantilla del equipo costeño. Subió a la primera categoría española en 1963. 
Entre  1970 y 1979 fue capitán del equipo del Bàsquet Manresa, siendo también el máximo anotador de la historia del equipo. Jugó 34 partidos en la selección absoluta.Entre 1986 y 1987 dirigió el equipo de segunda división Club Básquet Canet, entre 1987 y 1988 el de Mataró en primera división B, el Club de Básquet Calella entre 1988 y 1991 y el Club de Básquet Mataró entre 1991 hasta que se disolvió el equipo en 1993.

## Internacionalidades
Fue internacional con España en 34 ocasiones
. Participó en los siguientes eventos:
- Eurobasket 1969: 5 posición.
- Eurobasket 1971: 7 posición.